# 第一次世界大战期间的日本

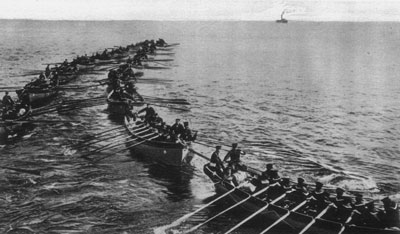
日本部队在青岛附近登陆。

大日本帝国以三大协约国的盟友的身份从1914年到1918年参与了第一次世界大战，并通过与德意志帝国海军对抗，在保障西太平洋与印度洋的海上航道方面，扮演了重要的角色。在政治上，日本抓住了在中华民国扩大它的势力范围的机遇，并在战后的地缘政治学中得到了对其大国身份的承认。1914-1918年間日本是大正天皇和首相寺內正毅主政。
日本军队利用距离遥远以及德国专注于欧洲战事的优势，没有进行大规模的经济调动就夺取了德国在太平洋和东亚的属地。日本外相加藤高明与首相大隈重信想要利用这个机遇来扩大日本在中华民国的影响力。他们曾向当时流亡于日本的孙中山（1866-1925）谋取支持，但是他们几乎没取得什么成功。当时的大日本帝国海军是一个差不多独立存在的官僚政治机构。它自做决定准备着手在太平洋上进行扩张。它夺取了赤道以北的德属密克罗尼西亚领地，并统治这些岛屿直到1921年。如此的活动给了日本海军一个基本理由来扩充其军费为日本陆军的军费的两倍以及扩充其舰队。日本海军由此得到了在国内和国际事务上的重大的政治影响力。

## 1914年各事件

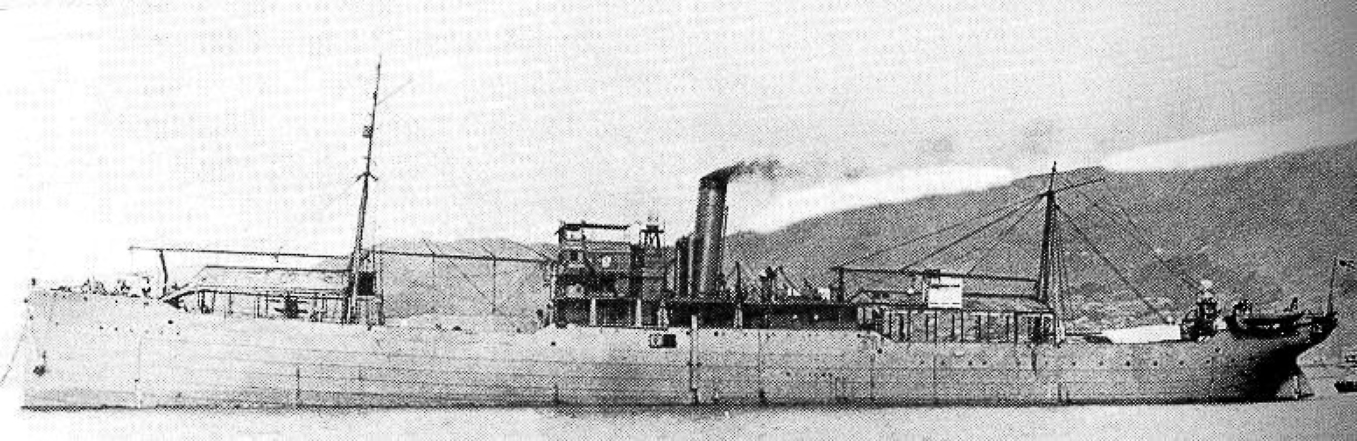
日本水上飞机母舰“日本水上飞机母舰若宫号”（1913年）

日本和英国从1902年起开始结盟。在第一次世界大战的第一周，日本向英国提议，如果它能夺取德国在太平洋的领地，它就会加入战争。在1914年8月7日，英国政府正式请求日本帮忙消灭在中华民国海域及其周边的来自德意志帝国海军的海上破交舰。日本在1914年8月14日给德国下了一份最后通牒，而这份通牒未得到答复；日本之后在1914年8月23日正式对德国宣战。由于维也纳方面拒绝从青岛撤走奥匈帝国巡洋舰“伊丽莎白皇后号”，日本也于1914年8月25日对奥匈帝国宣战。
日本军队迅速占领了德国在远东的租借地。在1914年9月2日，日军在中华民国山东省登陆并包围了青岛的德国人定居点。在10月期间，差不多独立于国内政府而行动的大日本帝国海军夺取了太平洋上的一些德属岛屿殖民地——马里亚纳群岛、加罗林群岛及马绍尔群岛——而且差不多没有遇到抵抗。日本海军还从水上飞机母舰“若宫号”对山东省的德国人控制的陆上目标和位于青岛湾的船只实施了世界上第一次从舰船发动的空袭。在1914年9月6日，一艘由“若宫号”发射的水上飞机对奥匈帝国巡洋舰“伊丽莎白皇后号”和德国炮舰“美洲虎号”进行了轰炸，但是未能成功。
青岛战役最后以德国殖民地军队在1914年11月7日投降而结束。

## 1915-1916年各事件
在1915年2月，派駐新加坡的大日本帝国海军陆战队帮忙镇压了一场印度人部队反抗英国政府的哗变。由于日本的欧洲盟友们深陷于欧洲战事，日本便企图进一步巩固它在中国的地位。在1915年1月，日本向中华民国大总统袁世凯提出了“二十一条”。“二十一条”若是实现了，中国将在本质上沦为日本的一个受保护国，并且那些欧洲列强在它们各自的在华势力范围内所已经享受到了的许多特权，也将被日本所享受。由于与中国政府谈判缓慢，再加上分布广泛且持续增长中的反日情绪，以及国际上的谴责（尤其是来自美国的），日本收回了“二十一条”中的最后一号（第五号）中的各条款，而中国在1915年5月25日签署了该条约。
整个1915年到1916年期间，德国为与日本单独媾和而努力进行的谈判都失败了。在1916年7月3日，日本与俄国签订了一份条约，双方在条约中都保证不会与德国单独媾和，并都同意万一哪一方在华的领地或利益被局外的第三方威胁了，双方将进行商议和做出共同行动。尽管俄国通过《恰克图条约》及其他条约而索取了中国的领土，但日本却不允许俄国吞并黑龙江并开始慢慢地将其他的列强势力赶走，比如在“二十一条”（1915年）中赶走德国人。中国东方铁路成为了俄国（北）与日本（南）在华势力范围的分界线。

## 1917年各事件
在1916年12月18日，英国海军部再次请求日本进行海军支援。驻新加坡的第一特务舰队的四艘巡洋舰中的两艘，被派往南非的开普敦，四艘驱逐舰被派往地中海，以在马耳他外围设立基地。此外，第二特务舰队的海军少将佐藤皋藏所在的“明石号”巡洋舰以及第十驱逐队和第十一驱逐队（共8艘驱逐舰）经由科伦坡和塞得港，于1917年4月13日也抵达了马耳他。最终，在这场战争期间，这支第二特务舰队总计有3艘巡洋舰（“明石号”、“出云号”、“日进号”）、14艘驱逐舰（8艘“桦型”、4艘“桃型”、2艘前英国的“橡子型”）、2艘单桅帆船、1艘工作舰（“关东号”）。
第二特务舰队为运输部队而履行护航责任并从事反潜艇活动。这支舰队几乎没有一艘船被毁灭，只是在1917年6月11日，有一艘“桦型”驱逐舰（“榊号”）被一枚鱼雷击中。发射鱼雷的是一艘位于克里特岛不远处的奥匈帝国的潜艇（“U-27号”）。59名日本水手因此身亡。这支日本舰队总共从马耳他护航突击348舰次，为788艘船进行了护航，其中共包含有大约700000名士兵，由此，对战事贡献巨大。此外，还有7075人从被毁或下沉中的船只被解救。为了回报这一援助，英国承认了日本在山东和在赤道以北的太平洋岛屿所取得的领地。
尽管美国和日本在中国问题上和在太平洋影响力竞争上，关系变得越来越紧张，然而随着美国在1917年4月6日加入一战，这两个国家发现它们处于了同一个阵营。这导致了1917年11月2日的帮助缓解紧张局势的蓝辛-石井协定生成。
在1917年晚期，基于“桦型”驱逐舰的设计，日本输出了12艘“阿拉伯人型”驱逐舰到法国。

## 1918年各事件

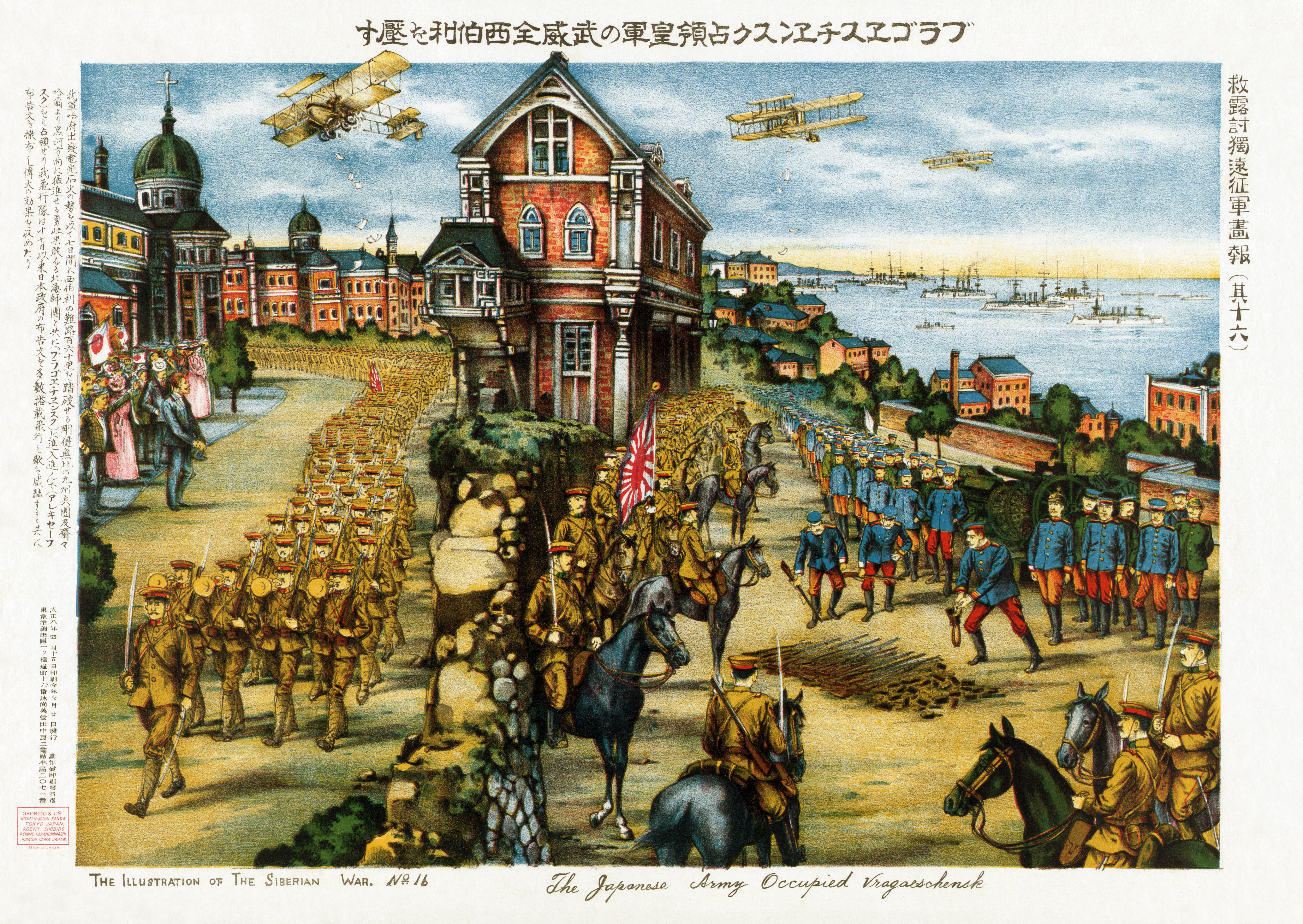
日本平版印刷画描绘的夺取布拉戈维申斯克（海兰泡）的画面。

在1918年，日本通过西原借款继续扩大它在中国的影响力和特权。随着俄国的布尔什维克革命，日本与美国在1918年派出军队到西伯利亚濱海邊疆區，以支持白色运动领导人海军上将亚历山大·高尔察克的军队反抗布尔什维克党的红军。在这一西伯利亚干涉事件中，大日本帝国陆军最初计划派出70000人以上的部队来占领西伯利亚向西直到贝加尔湖的地区。由于美国的反对，这个计划被大幅缩减。
战争接近结束时，日本为它的欧洲盟友们满足了越来越多的对所需军事物资的订购。战时的商业繁荣帮助了这个国家的产业在多方面发展，提升了其出口额，并且首次将日本从一个债务国转变为了一个债权国。从1913年到1918年，输出额成为了原来的四倍。厚实的资本涌入日本以及随后的产业激增，导致了迅速的通货膨胀。在1918年8月，由这场通货膨胀引发的米骚动在遍布日本的各个城镇和城市中爆发。

## 1919年各事件
1919年见证了日本代表西园寺公望在凡尔赛和会中坐在“四巨头”（劳合·乔治、奥兰多、威尔逊、克列孟梭）身边。东京在国际联盟协调会上得到了一个永久席位，并且巴黎和会批准了德国在山东的权利被转让给日本。类似地，更多的德属北太平洋岛屿被交给日本托管，这些托管地被叫作南洋托管地。日本在全球规模中展现出了非凡的能力，对于英国请求在地中海和东亚进行援助，日本也做出了回应，因而对协约国的战事做出了相当大的贡献。尽管如此，当日本企图在随后的《凡尔赛条约》中加入“种族平等”这一款时，签订条约的西方列强们还是拒绝了它。不过，当战争结束时，日本在国际政治中已无疑上升为了一个大国。
第一次世界大战带来的兴旺繁荣并未持续多久。尽管日本的轻工业已确保了它在世界市场能分一杯羹，然而在战争结束后，日本很快又回到了债务国状态。战胜得容易，加上1926年昭和衰退期的负面影响，再加上国内政治的不稳定，这些因素帮忙造成了日本军国主义在20世纪20年代晚期到20世纪30年代的崛起。

## 扩展阅读
- Dickinson, Frederick R. War and National Reinvention: Japan in the Great War, 1914-1919 (1999) 363pp
- Saxon, Timothy D. "Anglo-Japanese Naval Cooperation, 1914–1918" （页面存档备份，存于）. Naval War College Review, 53, 1 (2000): 62–92.